# Dicranomyia (Dicranomyia) omissa
Dicranomyia (Dicranomyia) omissa is een tweevleugelige uit de familie steltmuggen (Limoniidae). De soort komt voor in het Neotropisch gebied.